# Веселоіванівка
Веселоіванівка; Весела Іванівка — колишній населений пункт в Кіровоградській області у складі Олександрійського району.

## Стислі відомості
Знаходилось побілизу села Добронадіївка. В 1930-х роках — у складі Добронадіївської сільської ради Дніпропетровської області.
В часі Голодомору 1932—1933 років від нелюдської смерті в селі померло не менше 1 людини.
Дата зникнення станом на квітень 2023 року невідома — ліквідоване в період 1972—1986 років, зняте з обліку у зв'язку з переселенням жителів.